# Herrenhof Unterlauter

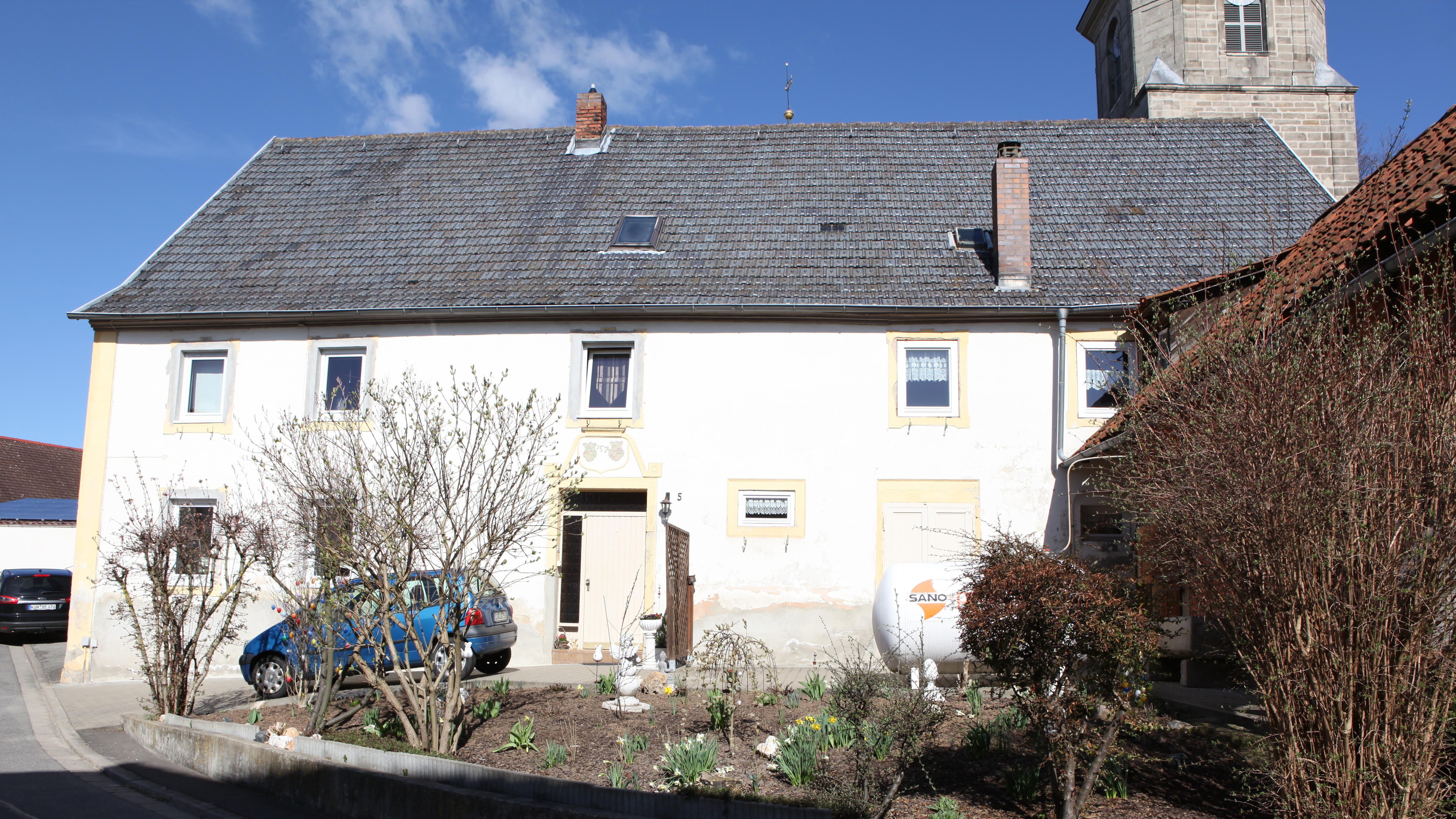
Herrenhof in Unterlauter

Der Herrenhof Unterlauter, ein ehemaliger Rittersitz aus dem 11. Jahrhundert, befindet sich im Ortsteil Unterlauter der Gemeinde Lautertal im oberfränkischen Landkreis Coburg.

## Lage
Von dem ehemaligen Herrenhof sind in einem Neubau aus dem Jahr 1758, der rechts neben dem Aufgang zur evangelischen Trinitatiskirche in der Straße Am Herrenhof steht, noch Teile des originalen Mauerwerks der Nord- und Ostwand sichtbar, ebenso ein Ehewappen über der Eingangstür aus dem Jahr 1570.

## Geschichte
In Unterlauter, das erstmals 850 als Luteraha erwähnt wurde, wechselte, wie eine Urkunde belegt, 1075 der Herrenhof in Luter in den Besitz der Abtei zu Saalfeld. Heinrich II. von Sonneberg kaufte 1252 das Anwesen. Es blieb bis in die zweite Hälfte des 14. Jahrhunderts im Besitz der Sonneberger. Als Lehensnehmer wurden in auf Unterlauter bezogenen Urkunden die miteinander verwandten Ritter von Luteren und von der Lossau erwähnt. Als letzte dieser Linie beurkundete 1364 eine Pfarrgutschenkung die Katharina von Lossau.
Über der Haustür des Herrenhofs ist mit der Jahreszahl 1570 ein Doppelwappen derer von Schaumberg und von Pappenheim angebracht, die den Rittersitz im 15. und 16. Jahrhundert als Lehen hatten. Bis 1641 waren dann die Herren von Rosenau die Besitzer, danach die Herren von Zehmen. 1758 übernahm Johann Heumann von Teutschenbrunn das Anwesen und ließ es in schlichtem Rokoko-Stil grundlegend umbauen. Nach dem Ableben Heumanns im Jahr 1760 ging der nunmehr recht schmucklose Herrenhof an verschiedene Privateigentümer.

## „Neues Schloss“

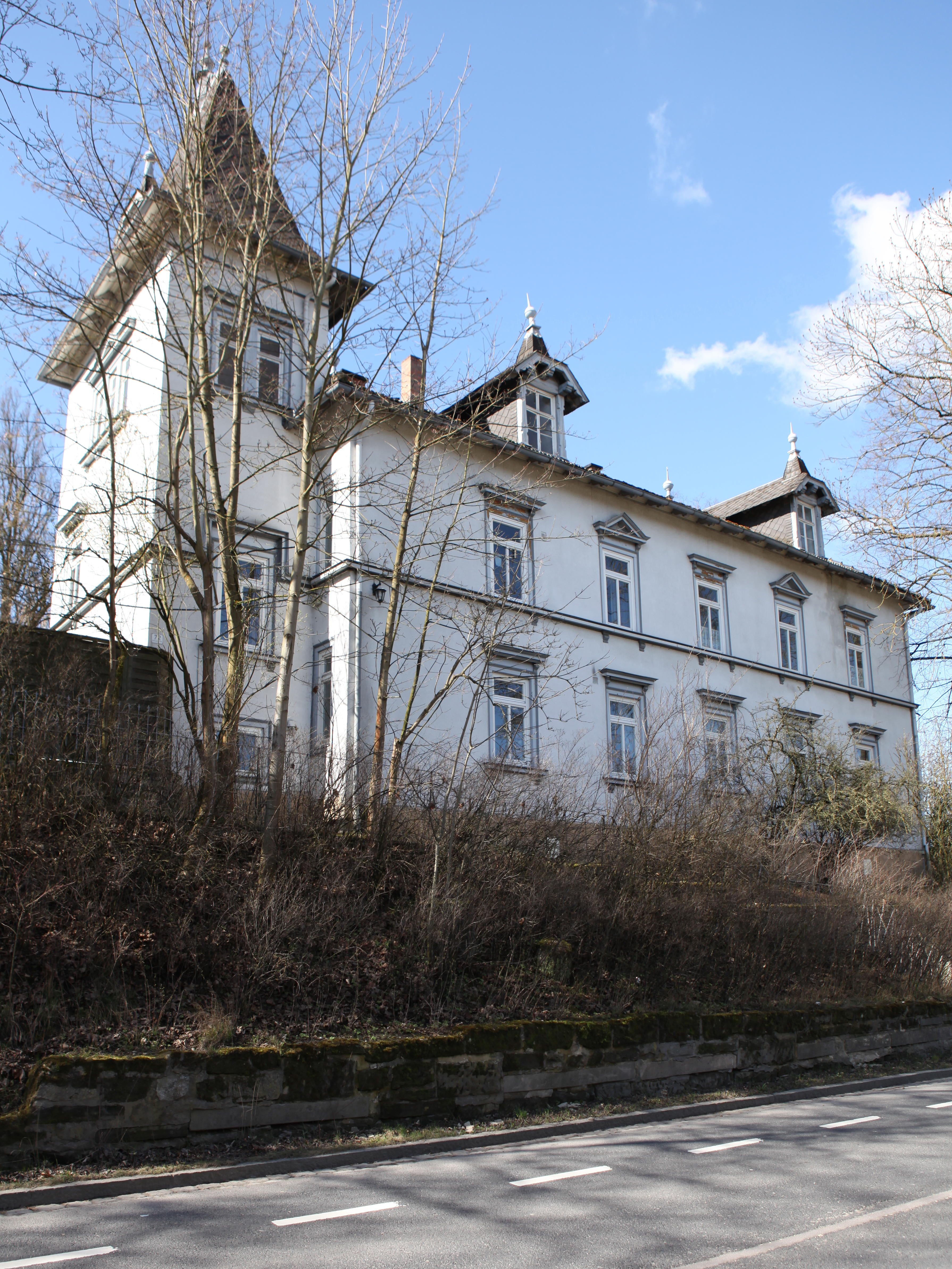
Neues Schloss in Unterlauter

Zu Beginn des 16. Jahrhunderts hatte Adam von Schaumberg neben dem Herrenhof bei der Kirche zwei weitere Höfe im gleichen Ort inne. Einer davon am Südende des Dorfes in Richtung Coburg, nur wenige hundert Meter vom Herrenhof entfernt, wurde noch 1619 dem Lehnsherrn Adam Ulrich von Schaumberg als Ziegelbauer zu Lauter belegt. Tatsächlich gehörte zu dieser Zeit eine Ziegelei und eine Tongrube zu dem Gutshof, der Steilhang der Grube ist heute noch erkennbar. 1662 erfuhr Sigmundt von Wallenroth als Lehnsherr urkundliche Erwähnung. Der Bauernhof wurde nach 1880 vom Lauterer Maurermeister Weisheit für den ehemaligen Festungskommandanten von Metz, General von Fischer grundlegend umgebaut und trägt seitdem klassizistische und Neurenaissance-Züge. Das Anwesen, von einem kleinen Park mit altem Baumbestand umgeben, wird seit dem Umbau Neues Schloss genannt, obwohl ein Adelssitz an dieser Stelle zu keinem Zeitpunkt beurkundet wurde.
1912 kaufte Professor Büttner Pfänner zu Thal das Neue Schloss. In der Inflationszeit zwischen 1914 und 1923 ging es in den Besitz des Glasfabrikanten Greiner-Holz aus Igelshieb über und 1928 in den des Kapitänleutnants Eyring, von dessen Tochter es schließlich der Speditionskaufmann Max Engel erwarb.